# Drapeau de l'Organisation des États américains
Le drapeau de l'Organisation des États américains est l'un des symboles officiels de l'Organisation des États américains (OEA) ; il consiste en un champ bleu clair rehaussé de l'emblême de l'OEA.

## Histoire

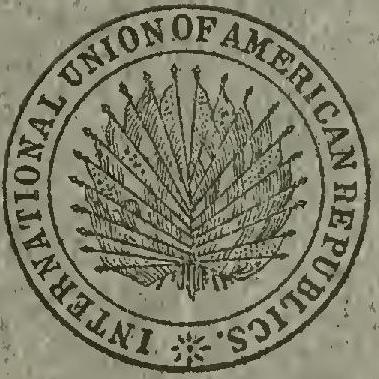
Emblème déjà utilisé en 1909.

Le drapeau de l'OEA a été adopté en 1965 et a été modifié à plusieurs reprises au fur et à mesure de l'adhésion de nouveaux membres — en effet, chaque fois qu'un nouveau membre rejoignait l'organisation, son drapeau était ajouté à l'emblème central. 
Le drapeau de l'Organisation des États américains a été utilisé pour la première fois sous l'administration du secrétaire général José Antonio Mora. Il est constitué du sceau de l'Organisation, qui représente les drapeaux de tous les États membres, sur fond bleu royal. Ce timbre avec les drapeaux est vu pour la première fois sur du papier mémorandum dans les années vingt, sous la direction générale de M. Leo S. Rowe. Le drapeau fut commandé en avril 1961. La couleur du fonds choisi était un bleu véritable qui n'était ni bleu clair, ni bleu foncé. Au centre se trouvent les drapeaux de tous les pays membres placés en forme circulaire, avec dix mâts en bas et encadrés par un cercle. La conception en a été mise à jour pour la dernière fois en 1991, lorsque le Belize et le Guyana ont rejoint l'Organisation des États américains. L'utilisation du drapeau a été établie conformément aux traditions et coutumes en vigueur au fil des années au sein de l'Organisation.

## Description vexillologique
Le sceau se compose d’un rectangle de fond bleu avec un cercle blanc bordé d’or en son centre. À l’intérieur de ce cercle se trouvent les drapeaux de tous les États membres, qui sont actuellement au nombre de 35, hissés sur des mâts dorés. L'ordre des drapeaux est donné par ordre alphabétique espagnol, en commençant par Antigua-et-Barbuda en bas à gauche, en suivant dans le sens des aiguilles d'une montre jusqu'au Venezuela en bas à droite.